# Mundo grúa
Mundo Grúa es una película argentina estrenada en el año 1999. Es el primer largometraje del director Pablo Trapero, realizado a sus 26 años.
Se filmó con un aporte de 20 mil dólares por parte del Hubert Bals Fund de los Países Bajos, que permitió el rodaje en Comodoro Rivadavia. Contó también con apoyo del Fondo Nacional de las Artes y la Universidad del Cine.
Tuvo un gran éxito al momento de su lanzamiento, estando en cartelera por más de tres meses
En una encuesta de las 100 mejores películas del cine argentino llevada a cabo por el Museo del Cine Pablo Ducrós Hicken en el año 2000, la película alcanzó el puesto 9. En una nueva versión de la encuesta organizada en 2022 por las revistas especializadas La vida útil, Taipei y La tierra quema, presentada en el Festival Internacional de Cine de Mar del Plata, la película alcanzó el puesto 39. A partir de agosto de 2023 el film está disponible en Netflix.

## Sinopsis
Rulo (Luis Margani), un operador de grúas de cincuenta años, con una fugaz fama en su pasado y con sobrepeso en la actualidad, carga con dignidad el peso de una vida con demasiados sinsabores y algunos fugaces momentos de gloria. Hoy, divorciado y con un patético pero querible hijo adolescente a su cargo, trata de sostener su miserable departamento y luchar contra la amenaza del desempleo.

## Reparto
- Luis Margani como Rulo
- Daniel Valenzuela como Torres
- Adriana Aizemberg como Adriana
- Federico Esquerro como Claudio
- Graciana Chironi como Madre de Rulo
- Roly Serrano como Walter
- Alfonso Rementería como Sartori
- Mario Núñez como Jefe Armando

## Producción
El director se inspiró, para la realización del fílm, en el montaje de una grúa de altura en la intersección de las avenidas 9 de Julio e Independencia, en la ciudad de Buenos Aires. Luego de esto, comenzó a filmar con una cámara de 16mm, para presentarle la propuesta a la fundación neerlandesa Hubert Bals Fund. Contó, además del apoyo financiero de esta entidad, con un subsidio de 5000 pesos argentinos de la época (1998) que le fue otorgado por el Fondo Nacional de las Artes.
Por el presupuesto para el rodaje, se utilizó sonido directo, así como también la participación de distintos amigos y familiares como parte del reparto. Además, fue filmada durante fines de semana.
El rodaje tuvo lugar en las ciudades de Buenos Aires y Comodoro Rivadavia.